# Seebrugg (stacja kolejowa)
Seebrugg – stacja kolejowa w Schluchsee, w dzielnicy Seebrugg, w kraju związkowym Badenia-Wirtembergia, w Niemczech. Według DB Station&Service ma kategorię 6. Znajduje się na linii Titisee – Seebrugg i jest jej stacją końcową.

## Linie kolejowe
- Linia Titisee – Seebrugg